# Route nationale 9 (Estonie)
Pour les articles homonymes, voir Route nationale 9.
La route nationale 9 (Põhimaantee 9) est une route nationale estonienne reliant Ääsmäe à Rohuküla. Elle mesure 80,9 km.

## Tracé
- Comté de Harju
  - Ääsmäe
  - Riisipere
  - Turba
  - Ellamaa
- Comté de Lääne
  - Risti
  - Palivere
  - Nigula
  - Taebla
  - Uuemõisa
  - Haapsalu
  - Paralepa
  - Rohuküla